# Alkahest
Alkahest (of alcahest) is een hypothetisch universeel oplosmiddel dat gelijk welke substantie, goud inbegrepen, zou kunnen oplossen. Alchemisten zochten er soms hun hele leven lang naar, omdat ze dachten dat het sterk geneeskrachtige eigenschappen zou bezitten. De term zou in de 16e eeuw bedacht zijn door de Zwitserse arts Paracelsus, naar analogie met Arabische woorden zoals alkali. Echter, ook andere oplosmiddelen werden genoemd in de alchemistische literatuur, en staat ook wel bekend als het menstruum.
Paracelsus' recept voor Alkahest was gebaseerd op bijtende kalk, alcohol en potas. Hij was ervan overtuigd dat het gezochte element, het alkahest, in feite de Steen der wijzen was. Een praktisch probleem dat zich zou stellen bij het aanmaken van alkahest, was dat het alles zou oplossen, waardoor het niet in een recipiënt kon worden klaargemaakt, omdat dit dan ook zou ontbinden. De filosoof Eirenaeus Philalethes beweerde dat Alkahest, dat hij ook 'dubbel mercurium' noemde, echter alleen samengesteld materiaal zou oplossen. 
In de moderne tijd wordt water soms een 'universeel oplosmiddel' genoemd, omdat het door zijn chemische polariteit een groot aantal substanties kan oplossen. 